# Хронологія світових рекордів з шосейного бігу на 10 кілометрів серед жінок
Рекорди світу з бігу на 10 кілометрів визнаються Світовою легкою атлетикою з-поміж результатів, показаних легкоатлетками на шосейній дистанції, за умови дотримання встановлених вимог.
Світова легка атлетика почала ратифікацію світових рекордів у цій дисципліні 2004 року.
Ведеться паралельна статистика рекордів, показаних у суто жіночих (англ. women only) забігах, та тих, що показані у змішаних (англ. mixed) забігах.

## Хронологія рекордів

### Змішані забіги
| Результат                            | Атлетка                       | Місто змагань | Дата змагань | Примітки    | Відео |
| ------------------------------------ | ----------------------------- | ------------- | ------------ | ----------- | ----- |
| 30.21                                | Пола Редкліфф Велика Британія | Сан-Хуан      | 23.02.2003   | [ 1 ]       |       |
| 30.04+                               | Джойсілін Джепкосгей Кенія    | Прага         | 01.04.2017   | [ 2 ]       |       |
| 29.43                                | Джойсілін Джепкосгей Кенія    | Прага         | 09.09.2017   | [ 3 ]       |       |
| 29.38                                | Калькідан Гезахеньє Бахрейн   | Женева        | 03.10.2021   | [ 4 ]       |       |
| 29.14                                | Ялемзерф Єгуалев Ефіопія      | Кастельйон    | 27.02.2022   | [ 5 ] [ 6 ] |       |
| 28.46                                | Агнес Джебет Нгетіч Кенія     | Валенсія      | 14.01.2024   | [ 7 ] [ 8 ] |       |
| 1 рік, 102 дні від дати встановлення |                               |               |              |             |       |

### Жіночі забіги
| Результат                             | Атлетка                   | Місто змагань | Дата змагань | Примітки     | Відео |
| ------------------------------------- | ------------------------- | ------------- | ------------ | ------------ | ----- |
| 30.29                                 | Асме Легзауї Марокко      | Нью-Йорк      | 08.06.2002   |              |       |
| 30.01                                 | Агнес Джебет Тіроп Кенія  | Герцогенаурах | 12.09.2021   | [ 9 ] [ 10 ] |       |
| 29.27                                 | Агнес Джебет Нгетіч Кенія | Герцогенаурах | 26.04.2025   | [ 11 ]       |       |
| 0 років, 0 днів від дати встановлення |                           |               |              |              |       |